# Ferrari 246 P
Эта статья о прототипе гоночного автомобиля Формулы-1 1960 года. О гоночном автомобиле Формулы-1 1958 года см. Ferrari 246 F1. О спортпрототипе 1961 года см. Ferrari 246 SP.
Ferrari 246 P F1 — прототип гоночного автомобиля c открытыми колёсами, использовавшийся командой Scuderia Ferrari в гонках Формулы-1 в 1960 году. Это первый среднемоторный автомобиль Ferrari.
Сезон 1960 года стал переходным для Ferrari. В чемпионате доминировали британские команды на лёгких и компактных машинах. Превосходство Джека Бребема на Cooper-Climax в сезоне 1960 года, как и годом ранее, было безоговорочным. В 1960 на английских заднемоторных автомобилях были выиграны восемь из девяти гонок, лишь единожды в Монце Ferrari доминировали и приехали на подиум тремя машинами, что было скорее следствием бойкотирования этапа английскими командами, которые не приехали в Италию.

## История
Ferrari были вынуждены отреагировать на меняющиеся реалии в чемпионате, сконструировав первый среднемоторный гоночный автомобиль Ferrari, в котором двигатель расположился позади пилота и перед задней осью. Новая машина была разработана Карло Кити и фактически представляла собой модель 156 Формулы-2. На неё был установлен 2,4-литровый двигатель V6 из-за чего новый болид получил индекс 246 P F1.
Энцо Феррари не верил в потенциал такой машины, Ferrari 246 P F1 приняла участие всего в двух Гран-при. Её дебют состоялся на Гран-при Монако 1960 года. За руль новой машины посадили американца Ричи Гинтера, для которого этот этап также стал первым в Формуле-1. На тот старт Ferrari также выставила 3 переднемоторных Ferrari 246 F1 под управлением Фила Хилла, Вольфганга фон Трипса и Клиффа Эллисона. В квалификации, несмотря на технические проблемы, дебютант квалифицировался на 9 место, показав время 1:38,6 и уступив всего 0,3 секунды фон Трипсу, лучшему пилоту Ferrari. По итогам гонки в Монте-Карло Ричи Гинтер в итоговом протоколе числится шестым финишировавшим и набравшим одно очко для команды. В действительности машина сошла с дистанции задолго до клетчатого флага, однако к концу гонки стало ясно, что оставшихся участников не хватает для заполнения зачётной шестёрки. На отремонтированной машине Гинтера вернули в гонку и он финишировал шестым, но с отставанием от лидера в 30 кругов. Машину также привозили на этап в Нидерландах, однако на старт она так и не вышла.
Несмотря на сырую конструкцию и неопытного пилота, 246 P смотрелась не хуже основной переднемоторной 246 модели, но всё равно уступала британским Cooper, Lotus и BRM. Феррари наотрез отказался от использования новой машины в гонках Гран-при и 246 P была переоборудована под формат Формулы-2. На машину был установлен полуторалитровый мотор Dino 156, который был модернизирован под правила 1961 года. Автомобиль оснастили более низким и конусообразным корпусом и более коротким носовым обтекателем. Из-за двигателя новая машина получила обозначение 156 F2. На трассе Солитюд недалеко от Штутгарта проходила гонка Формулы-2 и Ferrari вывели на неё 156 F2. За рулём был Вольфганг фон Трипс, для сравнения на машине с классической компоновкой выехал Фил Хилл. В итоге фон Трипс одержал убедительную победу, выиграв гонку у пилотов Porsche, а машина Хилла проигрывала ему по 4 секунды с круга.
Новая машина, перестроенная под требования Формулы-2, получила ещё один шанс принять участие в Гран-при Формулы-1. В знак протеста против использования скоростной версии трассы с бэнкингами на Гран-при Италии отказались ехать многие команды, стартовую решётку пришлось доукомплектовывать машинами Формулы-2, что позволило вывести на старт экспериментальную машину. За руль 156 F2 сел фон Трипс, который в гонке финишировал пятым, он не мог составить конкуренцию мощным Ferrari, занявшим весь подиум. Фил Хилл выиграл гонку на 256 F1, эты была последняя победа переднемоторного автомобиля в Формуле-1.

## Результаты в чемпионате мира Формулы-1
| Легенда к таблице |                                                                    |
| --- | ------------------------------------------------------------------ |
| В таблице перечислены результаты всех Гран-при Формулы-1, в которых использовался автомобиль. Строками таблицы являются сезоны, столбцами — этапы чемпионата мира. В каждой клетке указаны сокращённое название этапа и результат, дополнительно обозначенный цветом. Расшифровка обозначений и цветов представлена в нижеследующей таблице. |                                                                    |
| \| Пример \| Описание \| \| ------------ \| ------------------------------------------------------------------ \| \| 1 \| Победитель \| \| 2 \| Второе место \| \| 3 \| Третье место \| \| 5 \| Финишировал, заработав очки \| \| Сход \| Не финишировал, но при этом заработал очки \| \| 12 \| Финишировал, не получив очков \| \| НКЛ \| Финишировал, но не попал в финальную классификацию \| \| 15 \| Участвовал вне зачёта, либо по отдельной классификации \| \| 18 \| Не финишировал, но попал в финальную классификацию \| \| Сход \| Не финишировал \| \| НКВ \| Не прошёл квалификацию \| \| НПКВ \| Не прошёл предквалификацию \| \| ДСК \| Дисквалифицирован \| \| ИСК \| Исключён из протокола соревнований \| \| ТТ \| Заявлен для участия только в тренировках \| \| НС \| Участвовал в квалификации, но не стартовал в гонке \| \| Т \| Травмирован или болен \| \| ОТК \| Отказ от участия \| \| НТР \| Прибыл на соревнования, но на трассу не выезжал \| \| НПР \| Был заявлен в числе участников, но не прибыл к началу соревнований \| \| О \| Соревнования отменены \| \| \| Не участвовал \| \| Поул-позиция \| \| \| Быстрый круг \| \| |                                                                    |
| Пример | Описание                                                           |
| 1 | Победитель                                                         |
| 2 | Второе место                                                       |
| 3 | Третье место                                                       |
| 5 | Финишировал, заработав очки                                        |
| Сход | Не финишировал, но при этом заработал очки                         |
| 12 | Финишировал, не получив очков                                      |
| НКЛ | Финишировал, но не попал в финальную классификацию                 |
| 15 | Участвовал вне зачёта, либо по отдельной классификации             |
| 18 | Не финишировал, но попал в финальную классификацию                 |
| Сход | Не финишировал                                                     |
| НКВ | Не прошёл квалификацию                                             |
| НПКВ | Не прошёл предквалификацию                                         |
| ДСК | Дисквалифицирован                                                  |
| ИСК | Исключён из протокола соревнований                                 |
| ТТ | Заявлен для участия только в тренировках                           |
| НС | Участвовал в квалификации, но не стартовал в гонке                 |
| Т | Травмирован или болен                                              |
| ОТК | Отказ от участия                                                   |
| НТР | Прибыл на соревнования, но на трассу не выезжал                    |
| НПР | Был заявлен в числе участников, но не прибыл к началу соревнований |
| О | Соревнования отменены                                              |
| | Не участвовал                                                      |
| Поул-позиция |                                                                    |
| Быстрый круг |                                                                    |

| Год  | Команда          | Двигатель          | Шины | Гонщик              | 1   | 2   | 3   | 4   | 5   | 6   | 7   | 8   | 9   | 10  | Место | Очки     |
| ---- | ---------------- | ------------------ | ---- | ------------------- | --- | --- | --- | --- | --- | --- | --- | --- | --- | --- | ----- | -------- |
| 1960 | Scuderia Ferrari | Ferrari 171 2.4 V6 | D    |                     | АРГ | МОН | 500 | НИД | БЕЛ | ФРА | ВЕЛ | ПОР | ИТА | США | 3*    | 26 (27)* |
| 1960 | Scuderia Ferrari | Ferrari 171 2.4 V6 | D    | Ричи Гинтер         |     | 6   |     |     |     |     |     |     |     |     | 3*    | 26 (27)* |
| 1960 | Scuderia Ferrari | Ferrari 1.5 V6     | D    | Вольфганг фон Трипс |     |     |     |     |     |     |     |     | 5   |     | 3*    | 26 (27)* |

*Включая очки, заработанные Ferrari 246